# Rügland
Rügland (fränkisch: Riegla) ist eine Gemeinde und ein Dorf im mittelfränkischen Landkreis Ansbach und zählt zur Metropolregion Nürnberg.

## Geografie

### Geografische Lage
Rügland liegt im Naturpark Frankenhöhe.

### Gemeindegliederung
Es gibt zwölf Gemeindeteile (in Klammern ist der Siedlungstyp angegeben):
- Äußere Mühle (Einöde)
- Daubersbach (Dorf)
- Fladengreuth (Weiler)
- Kräft (Weiler)
- Lindach (Dorf)
- Obernbibert (Dorf)
- Pilsmühle (Einöde)
- Rosenberg (Dorf)
- Rügland (Pfarrdorf)
- Stockheim (Weiler)
- Unternbibert (Pfarrdorf)
- Untere Mühle (Weiler)

Der Ebenhof wurde nach 1900 zur Wüstung, die Obermühle zählt zum Gemeindeteil Rügland.
Es gibt die Gemarkungen Rügland und Unternbibert. Die Gemarkung Rügland hat eine Fläche von 6,313 km². Sie ist in 1061 Flurstücke aufgeteilt, die eine durchschnittliche Fläche von 5950,08 m² haben. In ihr liegen neben dem namensgebenden Ort die Gemeindeteile Lindach, Pilsmühle und Rosenberg.

### Gewässer
Südlich des Ortskerns fließt der Mettlachbach von West nach Ost. In ihn mündet von Südwesten her kommend der Kautzenbach. Im Norden entspringt der Brunnholzgraben, in dessen Tal die St 2255 nach Rosenberg verläuft.

### Nachbargemeinden
| Obernzenn    | Trautskirchen                               | Neuhof an der Zenn |
| Flachslanden | Kompassrose, die auf Nachbargemeinden zeigt | Dietenhofen        |
| Lehrberg     | Weihenzell                                  |                    |

## Geschichte
Der Ort wurde 1137 als „Rugelandum“ erstmals urkundlich erwähnt. Der Ortsname leitet sich von dem gleichnamigen Flurnamen ab. Das Grundwort ist lant (mhd. für nutzbares Land, Feld), das Bestimmungswort ruog (mhd. für Streit). Als Erklärung ergibt sich somit Siedlung bei den Streitäckern.
1470 erwarb das Kloster Heilsbronn durch Tausch mit Craft von Vestenberg die Gefälle von einem Hof. Während des Dreißigjährigen Kriegs wurde der Hof völlig zerstört.
Gegen Ende des 18. Jahrhunderts bildete Rügland mit Ober- und Pilsmühle eine Realgemeinde bestehend aus 53 Anwesen (8 Köblergüter, 2 Mühlen, 2 Güter mit Backrecht, 2 Wirtschaften, 1 Köblersgut mit Schmiede, 1 Färberanwesen mit Färbergerechtigkeit, 1 Ritterhaus, 34 Leerhäuser, 1 Leerhaus mit Ziegelbrenngerechtigkeit, 1 Tropfhaus). Das Hochgericht übte das Rittergut Rügland der Herren von Crailsheim im begrenzten Umfang aus. Es hatte ggf. an das brandenburg-ansbachische Hofkastenamt Ansbach auszuliefern. Die Dorf- und Gemeindeherrschaft hatte das Rittergut Rügland. Alle Anwesen hatten das Rittergut Rügland als Grundherrn. Neben diesen Anwesen gab es herrschaftliche (Schloss, Brauhaus mit Amtsdienerwohnung, Heilsbronner Hof, Haus), kirchliche (Kirche, Pfarrgut) und kommunale Gebäude (Schulhaus, Hirtenhaus).
Das Rittergut der Freiherrn von Crailsheim, das zum Fränkischen Ritterkreis gehörte, wurde 1796 durch Preußen sequestriert und Teil des 1792 von Preußen erworbenen Fürstentums Ansbach. Es gab zu dieser Zeit 52 Untertansfamilien. Von 1797 bis 1808 unterstand der Ort dem Justiz- und Kammeramt Ansbach.
Mit der Rheinbundakte 1806 kam Rügland zu Bayern. Im Rahmen des Gemeindeedikts wurde 1808 der Steuerdistrikt Rügland gebildet, zu dem Ebenhof, Lindach, Obermühle, Pilsmühle und Rosenberg gehörten. 1811 entstand die Ruralgemeinde Rügland, die deckungsgleich mit dem Steuerdistrikt war. Sie war in Verwaltung und Gerichtsbarkeit dem Landgericht Ansbach zugeordnet und in der Finanzverwaltung dem Rentamt Ansbach (1919 in Finanzamt Ansbach umbenannt). In der freiwilligen Gerichtsbarkeit unterstand die gesamte Gemeinde von 1820 bis 1848 dem Patrimonialgericht Rügland. Ab 1862 gehörte Rügland zum Bezirksamt Ansbach (1939 in Landkreis Ansbach umbenannt). Die Gerichtsbarkeit blieb beim Landgericht Ansbach, von 1870 bis 1879 war das Stadt- und Landgericht Ansbach zuständig, seit 1880 ist es das Amtsgericht Ansbach. Die Gemeinde hatte 1964 eine Gebietsfläche von 6,330 km².

### Eingemeindungen
Am 1. Januar 1977 wurde die Gemeinde Unternbibert mit Ausnahme von Frickendorf eingegliedert.

### Einwohnerentwicklung
Im Zeitraum 1988 bis 2018 stieg die Einwohnerzahl von 1073 auf 1222 um 149 Einwohner bzw. um 13,9 %.
Gemeinde Rügland
| Jahr      | 1818   | 1840   | 1852   | 1861   | 1867   | 1871   | 1875   | 1880   | 1885   | 1890   | 1895   | 1900   | 1905   | 1910   | 1919   | 1925   | 1933   | 1939   | 1946   | 1950   | 1961   | 1970 | 1987   | 1995 | 2005 | 2015   |
| Einwohner | 478    | 546    | 529    | 503    | 502    | 520    | 527    | 560    | 525    | 489    | 497    | 480    | 518    | 523    | 498    | 466    | 497    | 494    | 654    | 676    | 571    | 673  | 1093   | 1177 | 1242 | 1235   |
| Häuser    | 99     | 100    | 100    |        |        | 107    |        |        | 105    | 109    |        | 108    |        |        |        | 101    |        |        |        | 111    | 118    |      | 327    |      |      | 418    |
| Quelle    | [ 18 ] | [ 19 ] | [ 20 ] | [ 21 ] | [ 22 ] | [ 23 ] | [ 24 ] | [ 25 ] | [ 26 ] | [ 27 ] | [ 28 ] | [ 27 ] | [ 29 ] | [ 27 ] | [ 30 ] | [ 27 ] | [ 27 ] | [ 27 ] | [ 31 ] | [ 15 ] | [ 32 ] |      | [ 33 ] |      |      | [ 34 ] |

Ort Rügland mit Obermühle
| Jahr      | 001818 | 001840 | 001852 | 001861 | 001871 | 001885 | 001900 | 001925 | 001950 | 001961 | 001970 | 001987 | 002014 |
| Einwohner | 304    | 352    | 325    | *319   | 326    | 319    | 309    | 300    | 434    | 382    | 482    | 520    | *685   |
| Häuser    | 62     | 62     | 62     |        |        | 68     | 70     | 67     | 74     | 83     |        | 167    |        |
| Quelle    | [ 18 ] | [ 19 ] | [ 20 ] | [ 21 ] | [ 22 ] | [ 25 ] | [ 28 ] | [ 30 ] | [ 31 ] | [ 15 ] | [ 32 ] | [ 33 ] | [ 35 ] |

## Religion
Der Ort ist seit der Reformation evangelisch-lutherisch geprägt und Sitz der Pfarrei St. Margaretha. Die Einwohner römisch-katholischer Konfession sind nach St. Dionysius (Virnsberg) gepfarrt.

## Politik

### Gemeinderat
Der Gemeinderat von Rügland hat 13 Mitglieder einschließlich des Ersten Bürgermeisters.
- Wählergemeinschaft Rügland: 7 Sitze (−1)
- Wählergemeinschaft Unternbibert: 6 Sitze (+1)

(Stand: Kommunalwahl am 15. März 2020)

### Bürgermeister
Wolfgang Schicktanz (Wählergemeinschaft Unternbibert) wurde am 15. März 2020 mit 94,7 % der Stimmen zum Bürgermeister von Rügland gewählt.

### Wappen und Flagge
Wappen
| Wappen von Rügland | Blasonierung: „Unter rotem Zinnenschildhaupt in Silber ein schwarzes Schildchen mit goldenem Balken, beseitet von je einer aufrechten schwarzen Hirschstange.“ |
| Wappen von Rügland | Wappenbegründung: Der Zinnenschildhaupt stellt die Ruine Rosenberg dar. Der goldene Balken in schwarzem Feld ist das Wappen der Freiherren von Crailsheim, die ab 1584 im Besitz von Rügland waren. Die beiden Hirschstangen sind dem Wappen der Schenk von Schenkenstein entnommen, die auf einer Burg in Unternbibert saßen. Rügland führt seit 1988 ein eigenes Wappen. |

Flagge
Die Gemeindeflagge ist gelb-schwarz-gelb.

### Raumordnung
Die Gemeinde Rügland ist Mitglied der 2004 gegründeten Kommunalen Allianz NorA. Die Allianz hat ein gemeinsames Integriertes ländliches Entwicklungskonzept. NorA bildet mit den benachbarten Allianzen Aurach-Zenn und Kernfranken die Lokale Aktionsgruppe Rangau. Diese wird durch das LEADER-Programm 2023–2027 gefördert.

## Kultur und Sehenswürdigkeiten

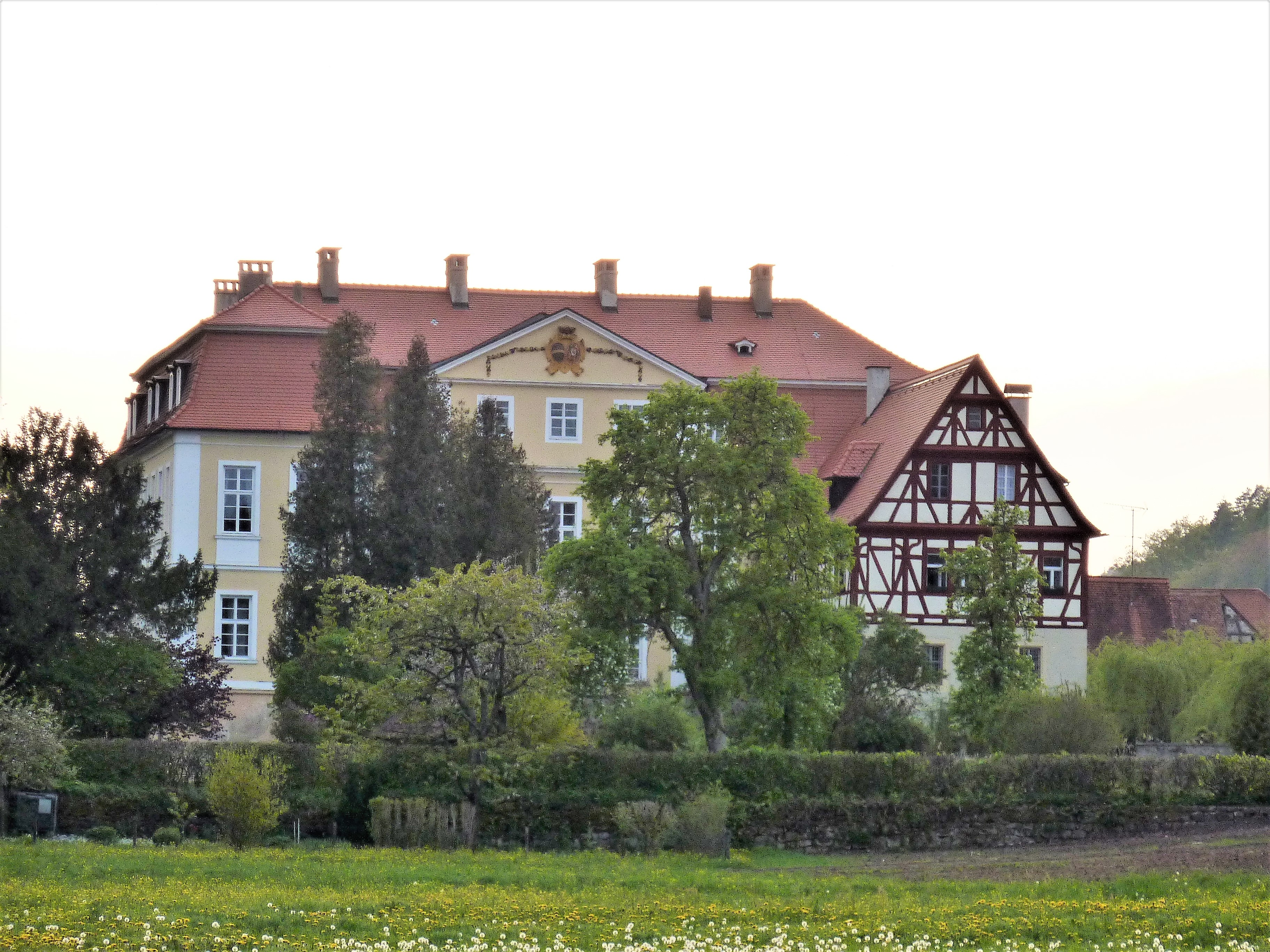
Schloss Rügland

### Baudenkmäler
Das Schloss Rügland ist eines der wenigen Wasserschlösser in Mittelfranken. Der Nordflügel stammt aus dem frühen 17. Jahrhundert, der Rest der Anlage wurde ab 1714 nach Plänen von Carl Friedrich von Zocha errichtet. Das Schloss enthält unter anderem ein Familienmuseum der Herren von Crailsheim.

### Parks
Der Schlosspark von Schloss Rügland ist mit Sandsteinskulpturen mythologischer Figuren geschmückt.

### Sonstiges
Das Türkenkreuz aus dem Jahr 1735 erinnert an ein außergewöhnliches Schicksal: Bei der Belagerung Belgrads im Jahr 1688 wurden zwei Türken gefangen genommen. Einer dieser Männer, der den Namen Mustapha trug, hatte Hannibal von Crailsheim in einer Schlacht das Leben gerettet. Er gelangte nach Deutschland und diente viele Jahre bei den Herren von Crailsheim. 1727 ließ er sich in der Kirche in Rügland taufen. Er erhielt den Namen Carl Osman, Pate war der Markgraf von Ansbach, Carl Friedrich. Der im Jahr 1655 in Konstantinopel geborene Carl Osman stiftete 1734 der Kirche in Rügland zwei silberne Leuchter. Ferner verfügte er in seinem Testament, dass jeder, der einst zu seiner Beerdigung käme, fünf Kreuzer erhalten sollte. Als er 1735 im Alter von 80 Jahren starb, konnte die Kirche die Menge der 925 Trauergäste nicht fassen. Das Türkenkreuz trägt die Inschrift: „Hier ruhet in Gott Carl Osman, ward geboren zu Constantinopel 1655, vor Belgrad gefangen 1688, zu Rügland getauft 1727, in Diensten gestanden 47 Jahr. Er starb 1735, alt 80 Jahr.“

## Wirtschaft und Infrastruktur
Rügland ist Mitglied im Tourismusverband Romantisches Franken.

## Verkehr
Die Staatsstraße 2255 führt nach Ansbach zur B 13 (11 km südlich) bzw. nach Neuhof an der Zenn (7 km nordöstlich). Die Kreisstraße AN 17 führt nach Adelmannsdorf (4 km südöstlich) bzw. nach Ruppersdorf (2,5 km westlich). Die AN 9 führt nach Haasgang (1 km südöstlich). Eine Gemeindeverbindungsstraße führt nach Neustetten (5,5 km westlich).
Der Bahnhof Unternbibert-Rügland war Endpunkt der mittlerweile stillgelegten Bibertbahn.
Durch Rügland führen die Fernwanderwege Ansbacher Weg, Deutschherrenweg, Roter Tropfen sowie der Bibertrundweg über Unternbibert und Münchzell.

## Söhne und Töchter der Stadt
- Fritz Brather (1880–1945), Pädagoge und Schriftsteller in Bad Frankenhausen/Kyffhäuser
- Jürgen Ströbel (* 1947), im Gemeindeteil Daubersbach geborener Landwirt und Politiker, Abgeordneter des Bayerischen Landtags